# Vejle Amt

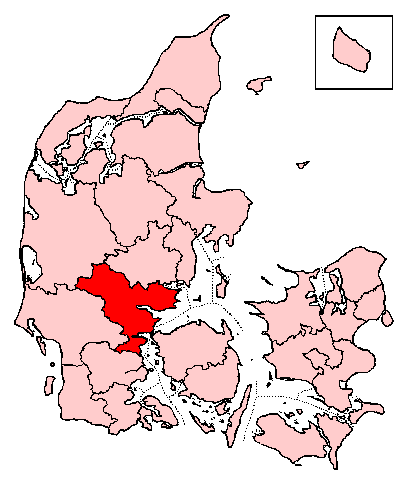
Vejle Amt

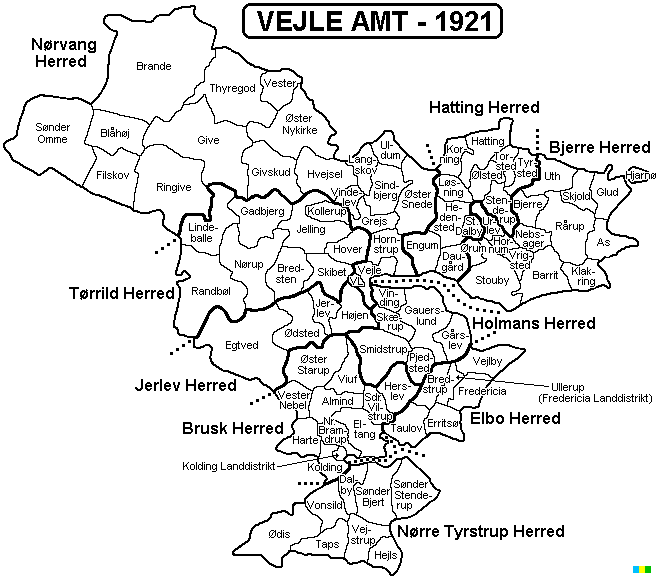
Vejle Amt 1921

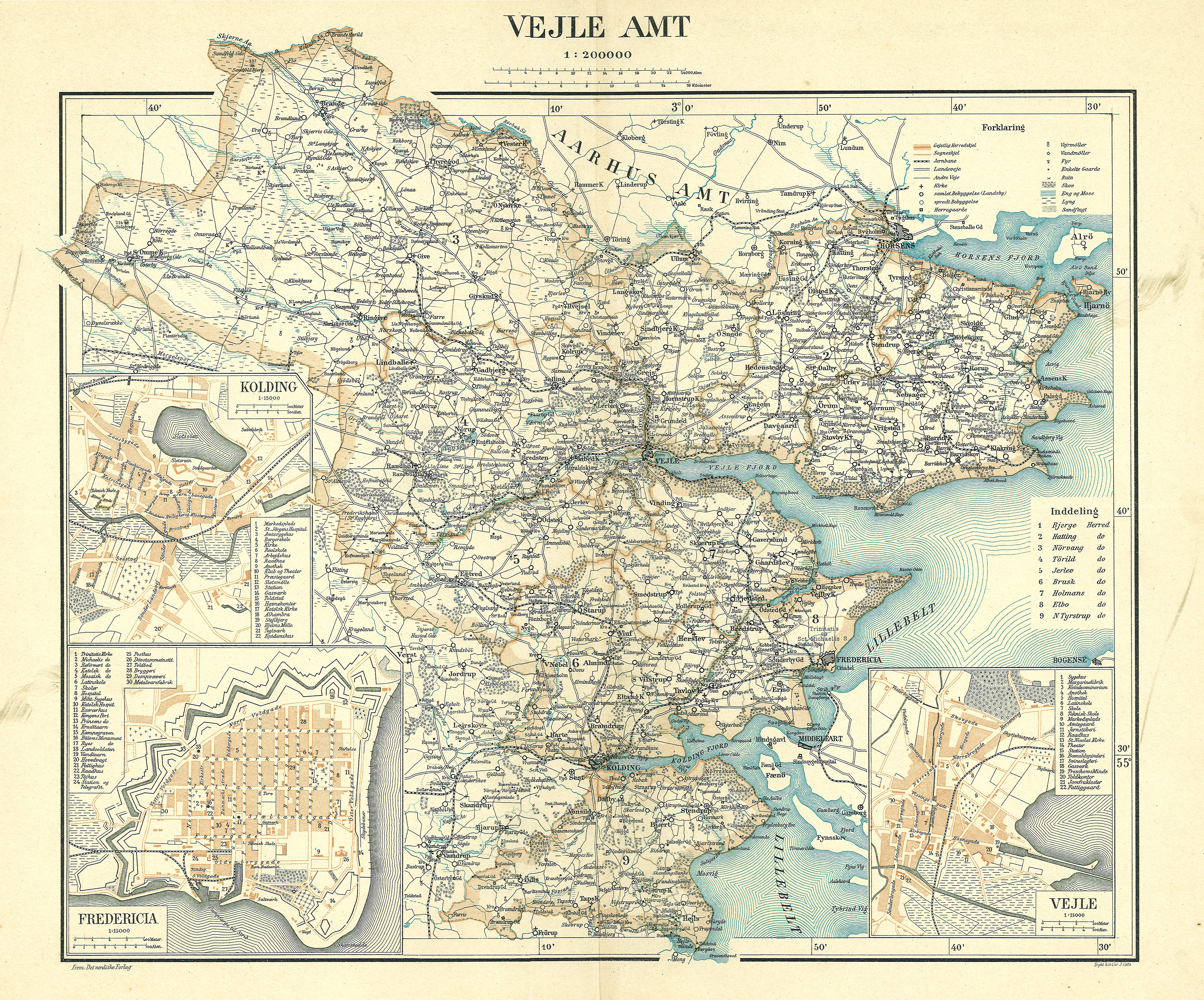
Vejle amt rond 1900

Vejle Amt was een amt van Denemarken tussen 1793 en 1970. Het amt werd gevormd in 1793 en omvatte naast een aantal herreder de steden Vejle, Kolding en Fredericia.
Na de oorlog van 1864 werd Vejle uitgebreid met een aantal parochies in Tyrstrup Herred die Deens bleven. Bij de bestuurlijke reorganisatie in 1970 bleef Vejle bestaan en werd uitgebreid met een groot deel van Skanderborg Amt dat werd opgeheven. In 2007 ging het amt grotendeels op in de nieuwe regio Zuid-Denemarken. Een aantal parochies in het noorden van de provincie werden bij Midden-Jutland gevoegd.

## Herreder
Vejle omvatte negen herreder.
- Bjerre Herred
- Brusk Herred
- Elbo Herred
- Hatting Herred
- Holmans Herred
- Jerlev Herred
- Nørre Tyrstrup Herred
- Nørvang Herred
- Tørrild Herred